# Clive Terrelonge
Clive Terrelonge (né le 30 juin 1969 à Kingston) est un athlète jamaïcain spécialiste du 800 mètres. 

## Carrière
Il est sélectionné pour disputer les Jeux olympiques en 1992 et en 1996 ; à chaque fois, il est éliminé en qualifications pour la finale.

## Palmarès

### Championnats du monde d'athlétisme en salle
- Championnats du monde d'athlétisme en salle 1995 à Barcelone,  Espagne
  -  Médaille d'or sur 800 m